# Шрестха, Ганеш Ман Сингх
Ганеш Ман Сингх Шрестха (непальск. गणेशमान सिंह श्रेष्ठ; 1915—1997) — один из наиболее выдающихся руководителей Народного движения 1990 года, вынудившего короля Бирендру в том же году ввести в Непале многопартийность.
Родился в 1915 году. Принимал участие в деятельности организации «Непал праджа паришад». Один из ближайших единомышленников Б. П. Коиралы с момента основания политической партии «Непальский конгресс», в 1951 году получил портфель министра во временном правительстве Рана — НК, повторно — в 1959 году, однако уже в правительстве НК. Как и большинство министров, 15 декабря 1960 года по указу короля Махендры был заключён в тюрьму, откуда окончательно вышел лишь в 1968 году.
Во второй половине 1980-х годов удостоился титула верховного лидера Непальского конгресса. Несмотря на это, он отверг предложенный ему в 1990 году королём Бирендрой пост временного премьер-министра Непала. После серьёзных разногласий с Б. П. Коиралой в 1994 году вышел из состава политической партии. Его борьба за низложение непальской монархии продолжалась практически 50 лет. Умер в 1997 году.